# Mount Nilsen
Mount Nilsen ist ein 702 m hoher Berg in der antarktischen Ross Dependency. Auf der Edward-VII-Halbinsel ragt er 6 km westsüdwestlich des Mount Paterson in den Rockefeller Mountains auf.
Entdeckt wurde er 1929 bei der ersten Antarktisexpedition (1928–1930) des US-amerikanischen Polarforschers Richard Evelyn Byrd. Dieser benannte ihn nach dem Norweger Oscar Nilsen (1887–1972), Kapitän des Walfangschiffs C. A. Larsen, mit dessen Hilfe Byrds Schiff City of New York durch das antarktische Packeis geschleppt wurde.